# Oestrophora
Oestrophora is een geslacht van Phasmatodea uit de familie Pseudophasmatidae. De wetenschappelijke naam van dit geslacht is voor het eerst geldig gepubliceerd in 1906 door Redtenbacher.

## Soorten
Het geslacht Oestrophora is monotypisch en omvat slechts de volgende soort:
- Oestrophora triangulifera Redtenbacher, 1906